# Paweł Lipszyc
Paweł Lipszyc (ur. 1964, zm. 24 stycznia 2023) – polski anglista, tłumacz i redaktor.

## Życiorys
Syn tłumacza z języka japońskiego Henryka Lipszyca i chemiczki, tłumaczki publikacji naukowych Katarzyny Lipszyc, brat Michała i Adama.
Był anglistą. W jego tłumaczeniu ukazało się przeszło 60 książek literatury anglojęzycznej, w tym utwory takich autorów, jak William S. Burroughs, Margaret Atwood, Hernan Diaz, Paul Bowles, Leonard Cohen, Dashiell Hammett, Joseph Heller, Mary Higgins Clark, Daphne du Maurier czy Robert Goddard. Działał także jako redaktor, prowadził Redakcję Literacką Państwowego Instytutu Wydawniczego, wraz z Barbarą Miecznicką rozwijał dział literatury obcej w Świecie Literackim, następnie współpracował z wydawnictwem W.A.B.